# Dzień Leifa Erikssona
Dzień Leifa Erikssona - coroczne amerykańskie święto obchodzone 9 października. Poświęcone jest wikingowi Leifowi Erikssonowi, pierwszemu znanemu Europejczykowi, który postawił swe stopy w Ameryce Północnej.

## Data
Data 9 października nie jest związana z żadnym konkretnym wydarzeniem z życia Leifa Erikssona. Taka data została wybrana, ponieważ 9 października 1825 statek Restauration płynący z Stavangeru dotarł do Zatoki Nowojorskiej, jako pierwsza zorganizowana akcja imigracyjna do Stanów Zjednoczonych z Norwegii.

## Literatura dodatkowa
- Rasmus Björn Anderson: America not discovered by Columbus: a historical sketch of the discovery of America by the Norsemen, in the tenth century. Chicago: S. C. Griggs, 1874. OCLC 3714729. (ang.). Brak numerów stron w książce